# ペンケヌーシ岳
ペンケヌーシ岳（ペンケヌーシだけ）は、北海道の沙流郡日高町にある標高1,749.9mの山である。山頂には二等三角点「弁華主」が設置されている。

## 概要
日高山脈を構成する北日高の山で、主稜線上にある幌内分岐峰（1,654m）から西に伸びる支稜線上に位置する山である。また日高山脈では唯一のコマクサが自生する。
山名は東を流れる川であるペンケヌーシ川に由来し、アイヌ語で「ペンケ・ヌー・ウシ（川上側の・豊漁・ある・もの）」を意味する。また東南東方向は似た山名でパンケヌーシ岳が設置されている。

## 登山
日高町によって整備された登山道があり、公式サイトにて紹介されている。